# Virtu Ferries

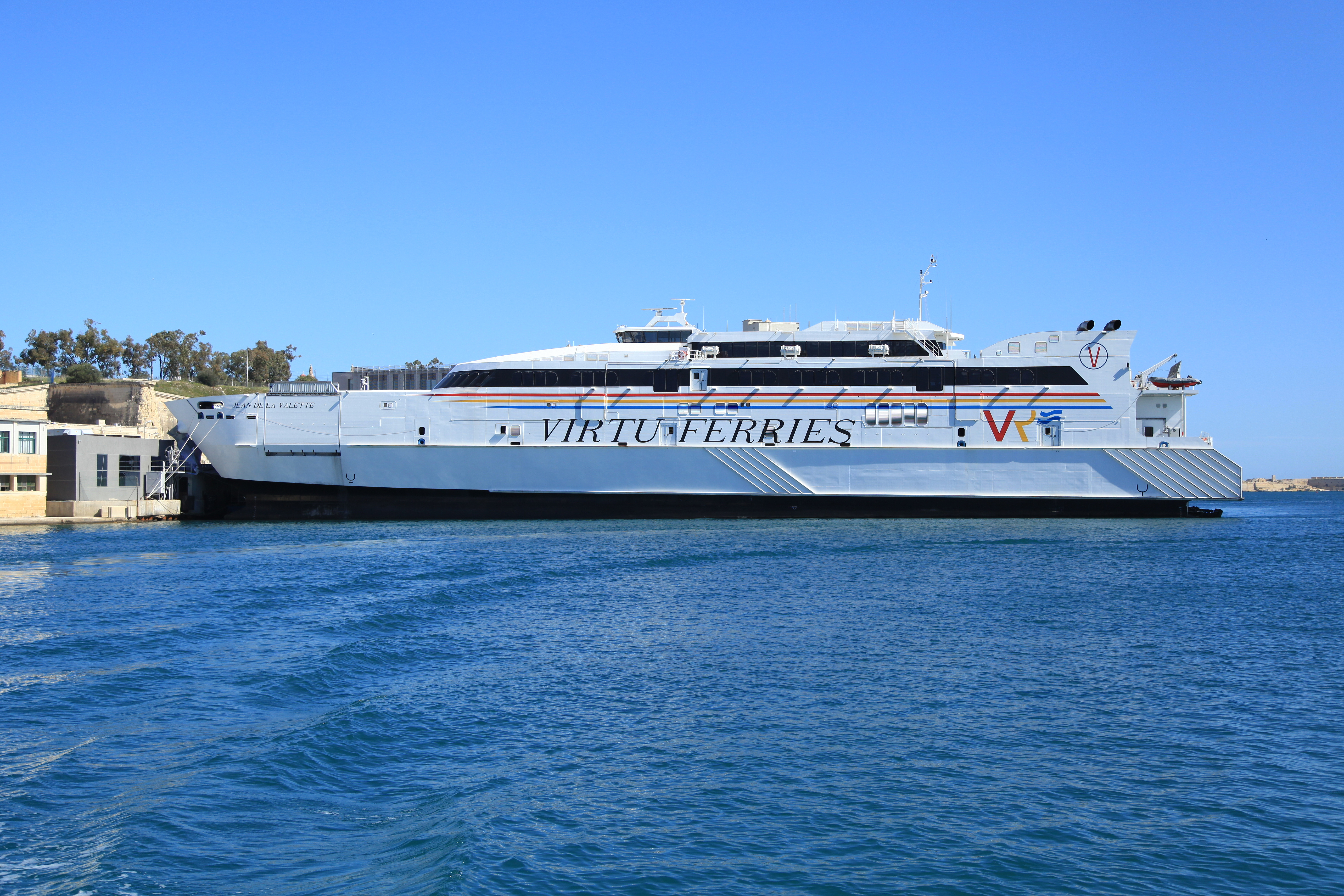
Jean de la Valette

Virtu Ferries ist eine Reederei mit Sitz in Ta’ Xbiex in Malta. Sie bietet Fährverbindungen mit Schnellfähren zwischen Malta und Italien an. Die Gesellschaft ist zu 100 % in maltesischem Besitz und operiert seit 1988. Seit 1999 werden auch Fahrzeuge befördert. Die Schiffe fahren unter maltesischer Flagge und sind vom DNV GL klassifiziert.

## Routen
Virtu Ferries operierte auf zwei Verbindungen zwischen Malta und Italien: von der maltesischen Hauptstadt Valletta in eineinhalb Stunden nach Pozzallo und in drei Stunden nach Catania jeweils in Sizilien. Davon ist nur noch die Direktverbindung nach Pozzallo verblieben, Catania wird per Fernbus – ebenfalls durch Virtu Ferries – über Pozzallo angebunden.

## Schiffe
- Maria Dolores: 600 Passagiere, 65 Pkw. Die Höchstgeschwindigkeit der Schnellfähre beträgt 35 Knoten.
- San Frangisk und San Pawl: 320 Passagiere.
- Saint John Paul II: 800 Passagiere, 167 Pkw.
- Jean De La Valette: 1120 Passagiere, 230 Pkw.

## Sonstiges
Während des NATO-Eingriffs in Libyen evakuierten von der US-Regierung gecharterte Fähren der Virtu Ferries amerikanische Staatsbürger, als der Luftweg nicht mehr in Frage kam.